# Криснево
Криснево — деревня в Смоленском районе Смоленской области России. Входит в состав Сметанинского сельского поселения. Население — 1 житель (2007 год). 
Расположена в западной части области в 25 км к западу от Смоленска, в 2 км южнее автодороги А141 Орёл — Витебск. В 1 км юго-западнее деревни расположена железнодорожная станция Воронино на линии Москва — Минск. 

## История
В годы Великой Отечественной войны деревня была оккупирована гитлеровскими войсками в июле 1941 года, освобождена в сентябре 1943 года. 